# Свиридовский сельский совет
Свиридовский сельский совет (укр. Свиридівська сільська рада) — входит в состав
Лохвицкого района
Полтавской области
Украины.
Административный центр сельского совета находится в
с. Свиридовка.

## История
- 1923 — дата образования.

## Населённые пункты совета
- с. Свиридовка
- с. Дерековщина
- с. Парницкое
- с. Степуки
- с. Ячники